# The Indigo
the Indigo（インディゴ）は、日本の音楽グループである。ジェネオン・ユニバーサル・エンターテイメントジャパン（元：パイオニアLDC）所属 (2003年 - 2007年)。

## 略歴
- 1997年：田岡と市川がデモテープ作りで知り合う。
- 1998年：高木を加えて正式に結成する。
- 2000年：シングル「BLUE」でデビューを果たす。
- 2002年：高木が作家活動のために卒業する。
- 2004年：韓国・米国・中国と、活動の範囲を精力的に拡大する。
- 2007年：ベストアルバムをきっかけとして、一時的にソロでの活動に重点を置く。田岡がKiss-FM KOBE・ニュージーランド航空のラジオ番組『DISCOVER NEW ZEALAND』のラジオパーソナリティとなる。
- 2010年：3月19日に市川が事実上の復帰を発表[1]。制作活動を再開。

## メンバー
- 田岡 美樹（たおか みき／1974年7月4日生まれ／広島県出身／AB型／ボーカル・作詞担当）

デビュー以前は吉祥寺（中央口）や広島（八丁堀）のタワーレコードに勤務しており、広島店においてはバイヤーを務めると同時にテレビ新広島『P:S（ピース）』内CD紹介コーナーも兼任していた。ちょうどその頃に作った「BLUE」が大きなきっかけとなって上京。その後the Indigoを結成してデビュー。
- 市川 裕一（いちかわ ゆういち／1968年8月30日生まれ／東京都出身／O型／作曲・編曲・トラックメイキング担当）

2007年発売のベストアルバムを発売を節目に作家活動を本格的にスタート。

## 元メンバー
- 高木 権一（たかぎ けんいち／1970年11月13日生まれ／山口県出身／O型／ベース担当）

音楽活動の場をひろげる目的で2002年に卒業。元リーダー。

## その他
- ミニアルバム『Poetic Beauty』から、イラストレーターのカンバラクニエがジャケットデザインを担当する事が多くなった。

## ディスコグラフィー

### シングル
1. BLUE（2000年5月24日発売） - オリコン97位
2. きかせて　(2000年8月30日発売）
  1. きかせて（TBS系『ワンダフル』エンディングテーマ）
作詞・作曲・編曲：市川裕一
  2. TAKE AWAY
作詞・作曲・編曲：市川裕一
  3. 向日葵
作詞：早川美和、作曲・編曲：市川裕一
3. ココロニ（2000年12月13日発売）
  1. ココロニ（テレビ朝日系『ビートたけしのTVタックル』エンディングテーマ／「フジテレビフラワーセンター」テーマソング）
作詞：田岡美樹、作曲・編曲：市川裕一
  2. やさしさあつめて（「恋愛カタログ」テーマソング）
作詞：田岡美樹、作曲・編曲：市川裕一
  3. 大切なもの（テレビ朝日『やじうまワイド』テーマソング）
作詞：田岡美樹、作曲・編曲：市川裕一
4. BRANDNEW DAY（2001年4月25日発売）
  1. BRANDNEW DAY（TBS系『新ウンナンの気分は上々。』エンディングテーマ）
作詞：市川裕一・田岡美樹、作曲・編曲：市川裕一
  2. 暖かい月（「ソウル国際女子駅伝」エンディングテーマソング）
作詞：田岡美樹、作曲：高木権一、編曲：市川裕一
  3. 雨あがり
作詞・作曲・編曲：市川裕一
5. pain（2001年6月27日発売）
  1. pain（「ミッドナイトマーメイド」エンディングテーマソング）
作詞：田岡美樹、作曲・編曲：市川裕一
  2. それだけ
作詞：田岡美樹、作曲・編曲：市川裕一
  3. if（farewell session）
作詞：田岡美樹、作曲・編曲：市川裕一
6. といかけ（2002年8月28日発売）
  1. といかけ
作詞：田岡美樹、作曲・編曲：市川裕一
  2. 願い事
作詞：田岡美樹、作曲・編曲：市川裕一
  3. 雨にぬれても（カバー）
作詞・作曲：ハル・デヴィッド・バート・バカラック、編曲：市川裕一
7. UNDER THE BLUE SKY（2003年2月5日発売） - オリコン67位
  1. UNDER THE BLUE SKY（「魔法遣いに大切なこと」エンディングテーマソング）
作詞：田岡美樹、作曲：市川裕一、編曲：羽毛田丈史・市川裕一
  2. クリア（「魔法遣いに大切なこと」挿入歌）
作詞：田岡美樹、作曲：市川裕一、編曲：羽毛田丈史・市川裕一
  3. UNDER THE BLUE SKY（acoustics）（「魔法遣いに大切なこと」グランドエンディングテーマソング）
作詞：田岡美樹、作曲：市川裕一、編曲：羽毛田丈史・市川裕一
  4. UNDER THE BLUE SKY（instrumental）
  5. クリア（instrumental）
8. Sweet Radio featuring 西寺郷太（2003年7月30日発売）
  1. Sweet Radio featuring 西寺郷太
作詞・作曲：田岡美樹・市川裕一・西寺郷太、編曲：市川裕一
  2. スーパーボール
作詞：田岡美樹、作曲・編曲：市川裕一
  3. Sweet Radio（instrumental）
9. I  Do!（2003年11月12日発売）オリコン65位
  1. I Do!（「藍より青し〜縁〜」エンディングテーマソング）
  2. presence（「藍より青し〜縁〜」スペシャルエンディングテーマソング）
  3. Little Wing
10. ファンタジスタ★ガール（2005年10月26日発売）
  1. ファンタジスタ★ガール（「アニマル横町」エンディングテーマソング）
作詞：田岡美樹、作曲・編曲：市川裕一
  2. ファンタジスタ★ガール（インストゥルメンタル）

### アルバム
1. BLUE（2000年9月27日発売） - オリコン68位
  1. BLUE（album remix）
  2. きかせて（album remix）
  3. if
  4. LIMITER
  5. GIVE ME
  6. GOOD BYE DARLING
  7. TAKE AWAY（album remix）
  8. 飴色
  9. きれいな時間
  10. MUDDY ROAD（instrumental）
  11. 大切なもの
  12. 口紅
2. RECORDS（2001年8月29日発売） - オリコン97位
  1. 7〜overture〜
  2. ココロニ
  3. ラベンダーの傘
  4. pain
  5. 恋の女神（「全米オープンテニス」イメージソング）
  6. BEAUTY（「天使のブラ」テレビコマーシャルイメージソング,TSS（テレビ新広島）ひろしま満点ママ!!2002年度テーマソング）
  7. SHE SAID
  8. HOME TOWN
  9. 夏のプリズム
  10. MELODY
  11. 電話
  12. 雨あがり
  13. BRANDNEW DAY
  14. ココロニ〜reprise〜
3. sound of fragrance（2002年9月26日発売）
  1. 永遠の愛（TBS系『どうぶつ奇想天外!』エンディングテーマソング）
  2. DRIVE
  3. といかけ（album mix）
  4. 素晴らしい明日
  5. 夏の雨
  6. 月の轍
  7. sound of fragrance
  8. 呼吸しよう!
  9. キス
  10. I SAW THE LIGHT
  11. STAY
  12. といかけ〜reprise〜
4. GLIDER（2003年9月10日発売） - オリコン177位
  1. Sweet Radio featuring 西寺郷太
  2. DAYDREAM
  3. 私のうた
  4. サンデー・モーニング
  5. IN THE WIND
  6. 好きだから
  7. MERMAID
  8. SONG FOR YOU
  9. SUNFLOWER FIELD
  10. さみしさのかたまり
  11. そういうことは、あなたがして
  12. スーパーボール（EXTENDED DISCO DUB）
  13. Sweet Radio featuring 西寺郷太（YUKIHIRO FUKUTOMI REMIX）
5. SONG IS LOVE（2004年8月4日発売） - オリコン236位
  1. kiss in the sky
  2. squall
  3. 恋の魔法（テレビ朝日系『朝いち!!やじうま』オープニングテーマ）
  4. 綴られてゆくストーリー
  5. フレーム
  6. miracle
  7. I Do!（album version）
  8. 明るい夜
  9. dragonfly featuring Emerson Kitamura
  10. あなたのすべてを
  11. a place in the sun
  12. あなたと分け合う日々に
6. flair（2005年11月9日発売） - オリコン213位
  1. Joyride to the Moon
  2. waiting for you
  3. ファンタジスタ★ガール
  4. Journey（「君のいる場所」エンディングテーマソング）
  5. I'm busy
  6. my sweet bird
  7. Life is very short（instrumental）
  8. あの雲をつかまえて
  9. 君のそばにいてあげる
  10. 愛の呼吸
  11. Just the way you are
  12. flair
7. Future Folk（2006年11月8日発売）
  1. マスターミュージック
  2. CLOSE TO YOU
  3. 別れの詩
  4. 東京
  5. やわらかなくちびる
  6. STAND BY
  7. いけないこといっぱい
  8. I'll speak to you
  9. 君が笑う夜
  10. Never Lose Hope
  11. BIRTHDAY
  12. I♥You
8. bivouac（2010年11月10日発売）
  1. One Love
  2. 君のメロディ
  3. ビバーク
  4. 青くきらめく
  5. いつの日かまた
  6. おかえり
  7. Morning Sun
  8. Rock With You 〜the Indigo Edit〜

### 企画盤など
- ミニアルバム「Poetic Beauty」（2002年1月17日発売）

1. BEAUTY（winter version）
2. あたしの夢（「THE DOG」テーマソング）
3. Another Life
4. The Look Of Love
5. きれいな時間〜in the kitchen〜

- カバーアルバム「My Fair Melodies」（2002年2月27日発売）

1. I FEEL THE EARTH MOVE
2. FEEL LIKE MAKIN' LOVE
3. LA-LA MEANS I LOVE YOU
4. RAINY DAYS AND MONDAYS
5. PERFECT
6. L'AMOUR EST BLEU
7. DON'T GO BREAKING MY HEART
8. LUKA
9. MY CHERIE AMOUR
10. LOVIN' YOU

- “藍より青し”オリジナルサウンドトラック2「藍青音盤二“寒椿”」（2002年9月26日発売）

スペシャルエンディングテーマソング「朱い花」収録
- ベストアルバム「Indigo suite Best Indigo Music」（2003年3月5日発売） - オリコン97位

1. BLUE（2003 mix）
2. もっと愛すること
3. きかせて（2003 mix）
4. UNDER THE BLUE SKY
5. ココロニ
6. といかけ
7. 名も知れぬ花（suite version）（「藍より青し」エンディングテーマソング）
8. 永遠の愛
9. BRANDNEW DAY
10. BEAUTY
11. 向日葵
12. FEEL LIKE MAKIN' LOVE（suite mix）
13. pain
14. 大切なもの

- カバーアルバム「My Fair Melodies 2」（2004年2月18日発売）

1. Satisfaction
2. Get It On
3. Sunday Morning
4. 名前のない馬 featuring エマーソン北村“A Horse With No Name”
5. Jump（「ジャスト」エンディングテーマソング）
6. 高校教師“Don't Stand So Close To Me”
7. ラビン・ユー・ベイビー“I Was Made For Loving You”
8. Little Wing（album version）
9. Satisfaction（remix）

- カバーアルバム「ワンスモア」（2006年6月7日発売）

1. そして僕は途方に暮れる（原曲は大沢誉志幸）
2. 赤い風船（浅田美代子）
3. 情熱の薔薇（THE BLUE HEARTS）
4. 眠れぬ夜（オフコース）
5. Hello, my friend（松任谷由実）
6. 不思議なピーチパイ（竹内まりや）
7. MY GIRL（E-ZEE BAND）
8. やつらの足音のバラード（ムッシュかまやつ）
9. 天使のウィンク（松田聖子）

- ベストアルバム「Best of the Indigo 2000-2006」（2007年4月4日発売）

DISC-1 from SINGLES
1. BLUE
2. あいしてよ
3. きかせて
4. ココロニ
5. やさしさあつめて
6. BRANDNEW DAY
7. 暖かい月
8. pain
9. それだけ
10. といかけ
11. 願い事
12. UNDER THE BLUE SKY
13. クリア
14. Sweet Radio featuring 西寺郷太
15. スーパーボール
16. I Do!
17. presence
18. ファンタジスタ★ガール

DISC-2 from ALBUMS + unreleased
1. LIMITER
2. 飴色
3. 恋の女神
4. BEAUTY（winter version）
5. 月の轍
6. STAY
7. TOUCH ME KISS ME
8. 私のうた
9. SONG FOR YOU
10. kiss in the sky
11. Joyride to the Moon
12. Journey
13. Fantasista★Girl（korean version）
14. マスターミュージック
15. 東京

## 楽曲提供
以下 市川裕一 提供作品。
AKB48関連
- AKB48
  - 「Choose me!」（編曲）
  - 「マジジョテッペンブルース」（作曲・編曲）
  - 「Mosh & Dive」（作曲）
  - 「クリスマスイブに泣かないように」（作曲・編曲）
  - 「スコールの間に」（編曲）
  - 「黒い天使」（編曲）
  - 「憧れのポップスター」（編曲）
  - 「最終ベルが鳴る」（編曲）
  - 「回遊魚のキャパシティ」（編曲）
  - 「メロスの道」（編曲）
  - 「わがまま流れ星」（編曲）
  - 「逆転王子様」（編曲）
  - 「星空のミステイク」（編曲）
  - 「初日」（編曲）
  - 「純情主義」（編曲）
  - 「Two years later」（編曲）
  - 「春一番が吹く頃」（編曲）
  - 「B Stars」（編曲）
  - 「勇気のハンマー」（編曲）
  - 「シアターの女神」（編曲）
- SKE48
  - 「道は なぜ続くのか?」（作曲）
  - 「今夜はJoin us!」（作曲・編曲）
  - 「手をつなぎながら」（編曲）
  - 「雨のピアニスト」（編曲）
  - 「恋の傾向と対策」（作曲）
  - 「ロープの友情」（編曲）
  - 「枯葉のステーション」（作曲）
  - 「ジェラシーのアリバイ」（編曲）
- NMB48
  - 「待ってました、新学期」（作曲・編曲）
  - 「ちょっと猫背」（作曲・編曲）
- HKT48
  - 「ハワイへ行こう」（作曲・編曲）
  - 「夜空の月を飲み込もう」（作曲）
- ノースリーブス
  - 「半分こ」（編曲）

欅坂46
- 「音楽室に片想い」（作曲・編曲）

吉本坂46
- 「好きになってごめんなさい」（作曲・編曲）

坂本真綾
- 「SONIC BOOM」（作曲・編曲）

SMAP
- 「Touch Me Kiss Me」（作詞・作曲）

ニコラス・エドワーズ
- 「ムシバのうた」（作曲）

## 作詞提供
以下 田岡美樹 提供作品。
ＪＯＨＮ－ＨＯＯＮ（キム・ジョンフン、金 楨勳、김정훈）
- 「SPECIAL DAY」（作詞）
- 「WALK」（作詞）
- 「STAR」（作詞）
- 「DAYDREAM」（作詞）
- 「Anniversary」（作詞）

ZE:A（ゼア、제국의 아이들）
- 「ALL DAY LONG（JAPANESE VER.）」（訳詞）
- 「DAILY DAILY（JAPANESE VER.）」（訳詞）
- 「PHOENIX（JAPANESE VER.）」（日本語バージョン作詞）
- 「WAIT YO（JAPANESE VER.）」（日本語バージョン作詞）
- 「NEVER END（JAPANESE VER.）」（日本語バージョン作詞）
- 「STEP BY STEP（JAPANESE VER.）」（日本語バージョン作詞）
- 「SHE S GONE（JAPANESE VER.）」（日本語バージョン作詞）
- 「LOVELY DAY（JAPANESE VER.）」（日本語バージョン作詞）
- 「BEAUTIFUL MA GIRL」（日本語バージョン作詞）
- 「D D DANCE」（日本語バージョン作詞）
- 「ＯＯＰＳ！！～アプサ！！～」（日本語バージョン作詞）

Lee Minho（李　敏鎬、이민호）
- 「ALWAYS YOU」（作詞）

Lee Joon-gi（李 準基、이준기）
- 「RAIN THE（JAPANESE VER.）」（日本語バージョン作詞）
- 「TOGETHER （JAPANESE VER.）」（日本語バージョン作詞）

CoCoSoRi（코코소리）
- 「愛しのマーメイド（JAPANESE VER.）」（日本語バージョン作詞）